# Giros cortos de la ínsula
Los giros cortos de ínsula son  circunvoluciones del cerebro, de disposición ventral. La parte anterior de la ínsula se divide por surcos poco profundos en tres o cuatro circunvoluciones cortas, mientras que la parte posterior está formada por una larga circunvolución que a menudo se bifurca en su extremo superior.